# CLAMP in CARDLAND
CLAMP in CARDLAND（クランプ イン カードランド）は、アッパーデックジャパンから発売されているトレーディングカードゲーム。

## 概要
「CLAMP IN WONDERLAND」の企画の一環として製作されたトレーディングカードゲーム。 
漫画家『CLAMP』のデビュー作品から、現在連載中の作品まで使われているのが特徴。カードの絵には全てCLAMPの原画が使われている。原画の彩色は3種類あって、白黒の原画を彩色したもの、カラー原画、CLAMP新規描き下ろしがある。
CLAMPが権利を持つ原画であれば、どの作品でも扱える契約が発売元と交わされており、メディア展開の終了と共に終焉することが多い、キャラクターTCGの欠点のない販売形態が特徴とされているが、実際には「CLAMP IN WONDERLAND」の企画終了に伴い本作も第6弾で販売終了した。
ポイントカードキャンペーンを5弾まで行なっており、ブースターやスターターに同封されているポイントカードを集めると、ポイント数に応じて、プロモカードやカード収集グッズと交換が出来る。大当たりのカードが出るとスペシャルカードセットがもらえる。

### 収録作品
コードギアスのみプロモーションカードなどの限定収録となっており、数枚しかカードが存在しない。
- 『聖伝-RG VEDA-』
- 『20面相におねがい!!』
- 『東京BABYLON』
- 『学園特警デュカリオン』
- 『X』
- 『CLAMP学園探偵団』
- 『白姫抄』
- 『新・春香伝』
- 『魔法騎士レイアース』
- 『不思議の国の美幸ちゃん』
- 『わたしのすきなひと』
- 『Wish』
- 『カードキャプターさくら』
- 『CLOVER』
- 『ANGELIC LAYER』
- 『「すき。だからすき」』
- 『合法ドラッグ』
- 『ちょびっツ』
- 『xxxHOLiC』
- 『ツバサ-RESERVoir CHRoNiCLE-』
- 『こばと。』
- 『コードギアス 反逆のルルーシュ』[2][3]

第6弾ブースターまでの収録分

## カードの種類
「ストーリーカード」「キャラクターカード」「イベントカード」の3種類。

### ストーリーカード
ゲームの勝利条件である完結させなければならない「物語」を表すカード。表のテキスト部分には、キャラクターがアクションを行なう条件が書かれている。裏は、絵のみのトレカ仕様になっている。

### キャラクターカード
ストーリーを完結させるために必要なCLAMP作品の登場人物を表すカード。キャラクターには、演技力と体力と特徴がある。

### イベントカード
CLAMP作品内のシーンを表しているカード。カードをドローしたり、キャラクターの能力を上げたりする使い捨てのカードで手札から使用する。

## カードの色
カードは、作品ごとに色が分けられている。
- 赤（魔法騎士レイアース、不思議の国の美幸ちゃん、カードキャプターさくら、「すき。だからすき」）
- 青（20面相におねがい!!、学園特警デュカリオン 、CLAMP学園探偵団、ANGELIC LAYER、ちょびっツ、こばと。）
- 白（聖伝-RG VEDA-、白姫抄、新・春香伝、Wish、CLOVER）
- 黒（東京BABYLON、X、合法ドラッグ 、xxxHOLiC）
- 紫（ツバサ-RESERVoir CHRoNiCLE-）

## ルール

### 勝利条件
- 5枚のストーリーカードを全て完結したプレイヤーの勝ち。
- 自分のターン終了時にデッキが0枚になっているプレイヤーの負け。

### ゲームの準備
- プレイヤーは2名
- デッキは40枚
- キャラクターカードとイベントカードのみを使用して作成をする。同じ名称のカードは3枚まで入れられる。
- ストーリーカードは5枚
- コストの合計値が10以下になるように用意する。同じ名称のカードは1枚のみ入れられる。

### ゲームの開始まで
1. プレイシートのデッキ置き場に自分のデッキ、ストーリーエリアに5枚のストーリーカードを置く。
2. 自分のデッキをシャッフルして、その後、対戦相手のデッキもシャッフルする。
3. ジャンケンなどで先攻・後攻を決める。
4. 最初の手札として、自分のデッキの上からカードを6枚引く。
5. 引いた手札が気に入らない場合は、1回だけ引きなおしが出来る。引きなおしは、手札を全てデッキの下に好きな順番に並べて入れてから、新たにデッキの上からカードを6枚引いて手札にする。

### ゲームの進行手順
先攻プレイヤーのターンと後攻プレイヤーのターンを交互に繰り返して、ゲームを進める。ターン中のプレイヤーを手番、そうではないプレイヤーを非手番と呼ぶ。ターン中は手番のプレイヤーを中心に行動を行なう。
プレイヤーのターンは、以下のような手順（フェイズ）で実行される。手番がそれぞれのフェイズの終了を宣言したら、次のフェイズに移る。
1. ターン開始：
2. メインフェイズ：
3. アクションフェイズ：
4. リカバリーフェイズ：
5. ターン終了：

## エキスパンションリスト
- 第1弾スターターデッキ、ブースターパック
2007年11月16日発売
全131種類
- 第2弾ブースターパック
2008年2月29日発売
全81種類
- 第3弾ブースターパック
2008年5月30日発売
全81種類
- ドラマチックデッキVol.1＜カードキャプターさくら＞〜カードキャプター誕生！〜
2008年7月14日発売
全27種類
- ドラマチックデッキVol.2＜X&東京BABYLON＞〜違えた運命〜
2008年7月14日発売
全27種類
- 第4弾ブースターパック
2008年8月29日発売
全108種類
- 第5弾ブースターパック
2008年11月28日発売
全108種類
- 第6弾ブースターパック
2009年2月27日発売
全63種類

## 関連商品
- CLAMP in CARDLAND 公式カードカタログ IRREPLACEABLE BOOK
2008年2月15日発売
第1弾全カードの紹介、ゲームの遊び方等が載っている。初回特典でプロモカード「異世界から集いし仲間」（パラレル）、「3人寄れば」（パラレル）付き。
- CLAMP in CARDLAND トレーディングカードバインダー
2008年4月30日発売
A、Bの2種類あり。ナインポケットリフィル1枚とプロモカード「魔法騎士降り立つ」（パラレル）付き。
- キャラクタースリーブコレクション CLAMP in CARDLAND「カードキャプター さくら」
2008年7月30日発売
スリーブ60枚入り。

## 参照
1. ↑  アッパーデックジャパン「CLAMP in CARDLAND」公式サイト 商品紹介より
2. ↑  CLAMP in CARDLAND公式HP 第4弾カードリスト、プローモーションカードリスト、ストーリーカードプレミアムパックVol.1 カードリストより
3. ↑  月刊ニュータイプ2008年9月号特別付録カード